# Mozhong (sockenhuvudort i Kina, Qinghai Sheng, lat 32,27, long 96,82)
Mozhong (kinesiska: 毛庄, 毛庄乡, 扎西唐) är en sockenhuvudort i Kina. Den ligger i provinsen Qinghai, i den nordvästra delen av landet, omkring 660 kilometer sydväst om provinshuvudstaden Xining. Antalet invånare är 5 763. Befolkningen består av 2 624 kvinnor och 3 139 män. Barn under 15 år utgör 30 %, vuxna 15-64 år 62 %, och äldre över 65 år 6,0 %.
Runt Mozhong är det mycket glesbefolkat, med 4 invånare per kvadratkilometer. Det finns inga andra samhällen i närheten. Trakten runt Mozhong består i huvudsak av gräsmarker.
Genomsnittlig årsnederbörd är 783 millimeter. Den regnigaste månaden är juni, med i genomsnitt 201 mm nederbörd, och den torraste är november, med 3 mm nederbörd.